# 第41回日本ラグビーフットボール選手権大会
第41回日本ラグビーフットボール選手権大会は、2004年（平成16年）2月7日から3月21日まで東平尾公園博多の森球技場及び秩父宮ラグビー場及び近鉄花園ラグビー場及び国立霞ヶ丘競技場陸上競技場で行われた日本ラグビーフットボール選手権大会である。

## 概要
今大会は歴代最多となる22チームが出場。また今大会から第50回大会まで全国クラブ大会優勝チーム枠が出来た。

## 出場チーム
22チーム

トップリーグ
- 神戸製鋼コベルコスティーラーズ(トップリーグ2003-2004優勝チーム・2年ぶり12回目)
- 東芝府中ブレイブルーパス(トップリーグ2003-2004準優勝チーム・2年連続6回目)
- ヤマハ発動機（ジュビロ）(トップリーグ2003-2004、3位チーム・初出場)
- サントリーサンゴリアス(トップリーグ2003-2004、4位チーム・4年連続7回目)
- ワールドファイティングブル(トップリーグ2003-2004、5位チーム・4年ぶり2回目)
- NECグリーンロケッツ(トップリーグ2003-2004、6位チーム・2年連続4回目)
- 三洋電機ワイルドナイツ(トップリーグ2003-2004、7位チーム・初出場)
- クボタスピアーズ(トップリーグ2003-2004、8位チーム・2年ぶり2回目)

トップチャレンジ
- トヨタ自動車(トップチャレンジ、1位チーム・2年ぶり10回目)
- 日本IBM(トップチャレンジ、2位チーム・初出場)
- 九州電力(トップチャレンジ、3位チーム・初出場)
- 豊田自動織機(トップチャレンジ、4位チーム・初出場)
- 釜石シーウェイブス(トップチャレンジ、5位チーム・初出場[5])
- コカ・コーラウエストジャパン(トップチャレンジ、6位チーム・初出場)

大学
- 関東学院大学(第40回大学選手権優勝校・7年連続7回目)
- 早稲田大学(第40回大学選手権準優勝校・3年連続13回目)
- 同志社大学(第40回大学選手権、3位校・3年ぶり8回目)
- 法政大学(第40回大学選手権、4位校・3年連続7回目)
- 帝京大学(第40回大学選手権、5位校・2年連続2回目)
- 東海大学(第40回大学選手権、6位校・初出場)
- 福岡大学(第54回全国地区対抗大学大会優勝校・初出場)

クラブ
- タマリバクラブ(第11回全国クラブ大会優勝チーム・初出場)

## 試合結果

### 1回戦
2月7日(土)
近鉄花園ラグビー場　第1試合　
- 福岡大学 17-61 東海大学

近鉄花園ラグビー場　第2試合　
- タマリバクラブ 10-38 帝京大学

### 2回戦
2月14日(土)
近鉄花園ラグビー場　第1試合　
- 東海大学 29-41 釜石シーウェイブス

近鉄花園ラグビー場　第2試合　
- 同志社大学 24-71 豊田自動織機

2月15日(日)
東平尾公園博多の森球技場　第1試合
- 帝京大学 14-71 コカ・コーラウエストジャパン

東平尾公園博多の森球技場　第2試合
- 九州電力 57-38 法政大学

### 3回戦
2月21日(土)
秩父宮ラグビー場　第1試合
- 豊田自動織機 14-50 日本IBM

秩父宮ラグビー場　第2試合
- 釜石シーウェイブス 13-14 関東学院大学

近鉄花園ラグビー場　第1試合　
- 早稲田大学 32-29 コカ・コーラウエストジャパン

近鉄花園ラグビー場　第2試合　
- トヨタ自動車 66-21 九州電力

### 4回戦
2月29日(日)
秩父宮ラグビー場　第1試合
- NECグリーンロケッツ 43-11 関東学院大学

秩父宮ラグビー場　第2試合
- 早稲田大学 16-26 ワールドファイティングブル

近鉄花園ラグビー場　第1試合　
- トヨタ自動車 44-14 三洋電機ワイルドナイツ

近鉄花園ラグビー場　第2試合　
- クボタスピアーズ 32-14 日本IBM

### 準々決勝
3月7日(日)
秩父宮ラグビー場　第1試合
- NEC 34-27 サントリーサンゴリアス

秩父宮ラグビー場　第2試合
- トヨタ自動車 12-55 東芝府中ブレイブルーパス

近鉄花園ラグビー場　第1試合　
- ヤマハ発動機（ジュビロ） 36-20 ワールドファイティングブル

近鉄花園ラグビー場　第2試合　
- 神戸製鋼コベルコスティーラーズ 52-12 クボタスピアーズ

### 準決勝
3月13日(土)
秩父宮ラグビー場　
- ヤマハ発動機（ジュビロ）12-33 東芝府中ブレイブルーパス

近鉄花園ラグビー場　
- 神戸製鋼コベルコスティーラーズ 34-29 NECグリーンロケッツ

### 決勝
| 3月21日 14:00 | 東芝府中ブレイブルーパス                                                     | 22 - 10 | 神戸製鋼コベルコスティーラーズ                         | 国立霞ヶ丘競技場陸上競技場 レフリー: 岩下真一 |
| 3月21日 14:00 | トライ: 立川剛士 森大輔 品川英貴 コンバート: 日原大介(2/3) PK: 日原大介(1/1) | Report  | トライ: 大畑大介 コンバート: ホラ(1/1) PK: ミラー(1/1) | 国立霞ヶ丘競技場陸上競技場 レフリー: 岩下真一 |

| FB       | 15 | 立川剛士             | 一時退場 |  |
| RW       | 14 | 森大輔               |          |  |
| OC       | 13 | 冨岡鉄平 ()          |          |  |
| IC       | 12 | 日原大介             |          |  |
| LW       | 11 | 大野均               |          |  |
| FH       | 10 | 島崎正吾             |          |  |
| SH       | 9  | 伊藤護               |          |  |
| N8       | 8  | ルアタンギ・バツベイ |          |  |
| OF       | 7  | ニコラス・ホルテン   |          |  |
| BF       | 6  | 渡邉泰憲             |          |  |
| RL       | 5  | 横山恒雄             |          |  |
| LL       | 4  | 釜澤晋               |          |  |
| TP       | 3  | 櫻井寿貴             |          |  |
| HK       | 2  | 塚越賢               |          |  |
| LP       | 1  | 笠井建志             |          |  |
| Coach:   |    |                      |          |  |
| 薫田真広 |    |                      |          |  |

| FB       | 15 | 八ッ橋修身           |
| RW       | 14 | 大畑大介             |
| OC       | 13 | 吉田明               |
| IC       | 12 | 元木由記雄 ()        |
| LW       | 11 | 大門隼人             |
| FH       | 10 | アンドリュー・ミラー |
| SH       | 9  | 西田陽平             |
| N8       | 8  | 斉藤祐也             |
| OF       | 7  | 川上利明             |
| BF       | 6  | 池上王明             |
| RL       | 5  | ロイス・ウイリス     |
| LL       | 4  | 林慶鍋               |
| TP       | 3  | 清水秀司             |
| HK       | 2  | 松原裕司             |
| LP       | 1  | 中道紀和             |
| Coach:   |    |                      |
| 萩本光威 |    |                      |

| 日本ラグビーフットボール選手権大会 第41回大会 優勝 |
| -------------------------------------------------- |
| 東芝府中ブレイブルーパス 5年ぶり4回目              |